# 中国共产党第二十届中央委员会第三次全体会议
中国共产党第二十届中央委员会第三次全体会议，简称中共二十届三中全会，于2024年7月15日至7月18日在北京市召开。

## 背景
按照以往惯例，中共中央的“三中全会”通常在党代会次年9月至12月召开，但本次三中全会却延期至2024年7月举行，有分析指可能是官方需要更多时间协调和制定较大的改革方案。但一如历届三中全会，本次会议仍将聚焦经济与改革问题。
2024年5月20日，中共中央在中南海召开党外人士座谈会，就中共中央关于进一步全面深化改革、推进中国式现代化的决定听取各民主党派中央、全国工商联负责人和无党派人士代表的意见建议。中共中央总书记习近平主持座谈会并发表重要讲话。中共中央政治局常委王沪宁、蔡奇、丁薛祥出席座谈会。民革中央主席郑建邦、民盟中央主席丁仲礼、民建中央主席郝明金、民进中央主席蔡达峰、农工党中央主席何维、致公党中央主席蒋作君、九三学社中央主席武维华、台盟中央主席苏辉、全国工商联主席高云龙、无党派人士代表朴世龙进行了发言。
会前，中共中央总书记习近平在《求是》杂志发表了一篇文章——《必须坚持自信自立》，总结了习近平任内关于自信自立的讲话。
会前，中国日报等媒体发布文章《高山榕下，春天的故事谱新篇》，引用习近平总书记的话“今后还要以更大气魄深化改革、扩大开放，续写更多‘春天的故事’”。
会前，新华网、人民网等媒体发布纪录片《领航新征程》，回顾习近平提出深化改革开放历程。

## 全会内容
主要议程是，中共中央总书记习近平受中共中央政治局委托向第二十届中央委员会作工作报告，重点研究进一步全面深化改革、推进中国式现代化问题。　
全会听取和讨论了习近平受中央政治局委托所作的工作报告，审议通过了《中共中央关于进一步全面深化改革、推进中国式现代化的决定》。习近平就《决定（讨论稿）》向全会作了说明。
本次三中全会在经济改革领域提出"实现资源配置效率最优化和效益最大化"，同时强调监管的重要性——既“放得活”又“管得住”，更好维护市场秩序、弥补市场失灵，畅通国民经济循环，激发全社会内生动力和创新活力。此外全会重提了"要构建全国统一大市场"的目标。
公报在列举几个改革领域时，将财税、金融称为“重点领域”，后文又再次提到“深化财税体制改革，深化金融体制改革，完善实施区域协调发展战略机制”。
全会按照党章规定，决定递补中央委员会候补委员丁向群、于立军、于吉红为中央委员会委员。
全会决定，接受秦刚辞职申请，免去秦刚中央委员会委员职务。
全会审议并通过了中共中央军事委员会关于李尚福、李玉超、孙金明严重违纪违法问题的审查报告，确认中央政治局之前作出的给予李尚福、李玉超、孙金明开除党籍的处分。
公报提到，“到2029年中华人民共和国成立八十周年时，完成本决定提出的改革任务”。而在10年前的十八届三中全会公报中并未设定时间节点。
全会指出，要统筹好发展和安全，落实好防范化解房地产、地方政府债务、中小金融机构等重点领域风险的各项举措。

## 會後
中共中央于7月19日上午10时举行新闻发布会，介绍和解读党的二十届三中全会精神。中央广播电视总台、人民网、新华网、中国网等官方媒体对新闻发布会进行了直播。中央政策研究室副主任（正部长级）唐方裕、全国政协党组成员、副主席、中央改革办分管日常工作的副主任穆虹、中央财办分管日常工作的副主任（正部长级）、中央农办主任韩文秀、教育部党组书记、部长怀进鹏、全国人大常委会法工委主任沈春耀分别从不同角度对本次全会的《决定》和公报内容进行了解读，中央宣传部副部长、国务院新闻办公室主任莫高义主持会议。
7月19日，李强、赵乐际、王沪宁、李希分别主持召开国务院常务会议及党组会议、全国人大常委会党组会议、全国政协党组会议、中央纪委常委会会议，传达学习贯彻二十届三中全会精神。
7月21日，《中共中央关于进一步全面深化改革、推进中国式现代化的决定》全文发布，习近平就该决定向大会所做的说明全文同时发布。其中提到按照自愿、弹性原则，稳妥有序推进渐进式延迟法定退休年龄改革。

## 評價
- 对于本次全会的焦点问题之一，两位前国务委员秦刚和李尚福的人事变动，澳洲国立大学亚太学院讲师宋文笛表示，秦刚的晋升速度几乎是史无前例，这一安排即使没有习近平的积极干预，也只有在习近平的允许下才能实现。 也就是说，秦和习的形象在某种程度上是捆绑在一起的——没有办法让习不出丑的情况下让秦出丑。“因此，有充分的理由让秦刚更体面地退出，即‘主动辞职’。”他认为，前国防部长李尚福的晋升虽快，但并不特别。提拔李尚福的决定可以归咎于他的前任，也就是已经被清洗的前国防部长魏凤和。他还认为，全会公报提出的2029年完成本轮改革目标的表述说明习将谋求自己的第四个任期[27]。
- 新加坡国立大学东亚研究所所长郝福满表示，公报中关于市场经济的表述（“必须更好发挥市场机制作用，创造更加公平、更有活力的市场环境，实现资源配置效率最优化和效益最大化”），相对于十年前十八届三中全会（“要让市场在资源配置中起决定性作用”）而言，力度有所减弱。“两个毫不动摇”和很多其他方面的改革都被写入公报，虽然这是一件好事，但细节不多，因此暂时还很难评估这些改革是否能在2029年中华人民共和国成立80周年的最后期限之前真正实现[27]。
- 塞爾維亞邮政局局长佐兰·安杰尔科维奇表示，中国全面深化改革、扩大开放，在许多领域实现历史性变革，将为人类更加美好的未来贡献智慧与力量。他认为，三中全会将科学谋划围绕中国式现代化进一步全面深化改革的总体部署，中国的发展方向具有高度的确定性、连贯性和延续性，中国的成功将造福全世界。他还高度评价了塞中两国在邮政领域取得的成就[28]。

## 外部連結
- 学习贯彻党的二十届三中全会精神 - 中国军网 (81.cn) （页面存档备份，存于）